# Benardrick McKinney
Benardrick Cornelius McKinney (Tunica, 19 novembre 1992) è un giocatore di football americano statunitense che milita nel ruolo di linebacker per i Miami Dolphins della National Football League (NFL).

## Carriera

### Houston Texans
Dopo avere giocato al college a football a Mississippi State, McKinney fu scelto nel corso del secondo giro (43º assoluto) del Draft NFL 2015 dagli Houston Texans. Debuttò come professionista subentrando nella gara del primo turno contro i Kansas City Chiefs in cui mise a segno un tackle. La sua stagione da rookie si concluse con 63 tackle e un sack in 14 partite, di cui 11 come titolare.
Nel 2016, McKinney disputò per la prima volta tutte le 16 gare come titolare, mettendo a segno 129 tackle (l'unico inside linebacker a superare quota 100 quell'anno) e 5 sack e venendo inserito nel Second-team All-Pro, coi Texans che terminarono con la miglior difesa della lega Nel 2018 fu convocato per il suo primo Pro Bowl.

### Miami Dolphins
Il 14 marzo 2021 McKinney fu scambiato con gli Houston Texans per Shaq Lawson.

## Palmarès
- Convocazioni al Pro Bowl: 1

2018
- Second-team All-Pro: 1

2016